# São Raimundo Nonato (tiểu vùng)
São Raimundo Nonato là một tiểu vùng thuộc bang Piauí, Brasil. Tiều vùng này có diện tích 27645 km², dân số năm 2007 là 121222 người.